# Маље Дворњики
Маље Дворњики (слч. Malé Dvorníky, мађ. Kisudvarnok) насељено је мјесто са административним статусом сеоске општине (слч. obec) у округу Дунајска Стреда, у Трнавском крају, Словачка Република.

## Становништво
| Година:    | 1994. | 2004.    | 2014.    | 2024.    |
| ---------- | ----- | -------- | -------- | -------- |
| Број људи: | 813   | 942      | 1087     | 1197     |
| Разлика:   |       | +15,86 % | +15,39 % | +10,11 % |

| Година:    | 2023. | 2024.   |
| ---------- | ----- | ------- |
| Број људи: | 1187  | 1197    |
| Разлика:   |       | +0,84 % |

Према подацима о броју становника из 2011. године насеље је имало 1.048 становника.